# Menhir des Prats
Le menhir des Prats, appelé aussi menhir des Alberts ou Peyroficado, est un menhir situé à Mazamet, dans le département du Tarn, en France.

## Description
Le menhir est constitué d'un bloc de schiste métamorphisé de 3,70 m de haut, 2,80 m de large et 0,50 m d'épaisseur en moyenne. Les flancs sont droits et le sommet est arrondi. Aucune trace de martelage n'est visible mais la surface de la pierre est entièrement desquamée. Il pourrait s'agir d'unes statue-menhir dégradée.
Des fouilles réalisées à son pied ont livré des armes du XVIe siècle.